# 西光亭芝国
西光亭 芝国（さいこうてい しばくに、生没年不詳）とは、江戸時代の大坂の浮世絵師。

## 来歴
寿好堂よし国の門人かといわれる。西光亭、桃花亭、清画堂と号し、しば国、志葉国とも称す。大坂両国橋に住む。作画期は文政4年（1821年）から天保4年（1833年）にかけてで、役者絵を残す。よし国との合作が多く、文政7年にはよし国と共に羽子板の形の大首絵を手がけている。

## 作品
- 「三好長慶・松本幸四郎　塩長蔵・嵐橘三郎」　大判錦絵2枚続　池田文庫所蔵　※文政4年正月、大坂中の芝居『傾城廓島台』（けいせいさとのしまだい）より
- 「北畠主計頭･中村歌右衛門　和田雷八・市川蝦十郎」　大判錦絵2枚続　池田文庫所蔵　※文政7年正月、大坂角の芝居『適傾城花大矢数』より
- 「丹左衛門元保･市川鰕十郎　海士千鳥 ・藤川友吉　しゆん寛・市川団蔵」　大判錦絵4枚続の内　早稲田大学演劇博物館所蔵　※「故人市川団蔵十七回忌追善狂言　平家女護島」。文政7年9月、角の芝居『平家女護島』より。春好斎北洲との合作
- 「百姓藤三実ハ佐々木高綱･中村歌右衛門　三浦之助･市川団蔵」　大判錦絵2枚続　※文政7年11月、角の芝居『鎌倉三代記』より
- 「梶原・中村歌右衛門他」　大判錦絵　早稲田大学演劇博物館所蔵　※文政9年